# Succinea rusticana
Succinea rusticana är en snäckart som beskrevs av Gould 1846. Succinea rusticana ingår i släktet Succinea och familjen bärnstenssnäckor. Inga underarter finns listade i Catalogue of Life.